# ریچل کورین
رِیچل کورین (انگلیسی: Rachel Korine؛ زادهٔ ۴ آوریل ۱۹۸۶) یک هنرپیشه اهل ایالات متحده آمریکا است. وی از سال ۲۰۰۷ میلادی تاکنون مشغول فعالیت بوده‌است. از فیلم‌ها یا برنامه‌های تلویزیونی که وی در آن نقش داشته‌است می‌توان به تعطیلات بهاری و بعد چهارم اشاره کرد.